# Glugea
Glugea es un género de hongos parásitos en la clase Microsporidia, predominantemente infectan peces.

## Especies
Las especies son:
- Glugea anomala
- Glugea atherinae
- Glugea capverdensis - parásito del pez Myctophum punctatum
- Glugea caulleryi - parásito del lanzón Hyperoplus lanceolatus
- Glugea heraldi - parásito del caballito de mar Hippocampus erectus
- Glugea hertwigi - parásito de los eperlanos Osmerus eperlanus y Osmerus mordax
- Glugea merluccii - parásito del pez Merluccius hubbsi
- Glugea nagelia - parásito del pez, Cephalopholis hemistiktos[1]
- Glugea plecoglossi
- Glugea sardinellensis -  parásito del género de peces Sardinella[2]
- Glugea shiplei - parásito del género de peces Trisopterus
- Glugea stephani - parásito del lenguado de invierno Pseudopleuronectes americanus
- Glugea vincentiae - parásito del pez, Vincentia conspersa
- Glugea weissenbergi